# تومي ستيفنسون
تومي ستيفنسون (بالإنجليزية: Tommy Stevenson)‏ هو عازف جاز أمريكي، ولد في 1914، وتوفي في 1 أكتوبر 1944.

## وصلات خارجية
- تومي ستيفنسون على موقع ميوزك برينز (الإنجليزية)
- تومي ستيفنسون على موقع أول ميوزيك (الإنجليزية)
- تومي ستيفنسون على موقع ديسكوغز (الإنجليزية)